# 南洋拓殖
南洋拓殖株式会社（なんようたくしょく）は、かつて大日本帝国の委任統治領であった南洋群島パラオ諸島コロール島に本社を置いていた企業。通称は南拓。
1936年（昭和11年）11月27日に南洋拓殖株式会社令（昭和11年勅令第228号）によって設立された特殊会社で、特にミクロネシアでの開拓事業を推進した中心的機関であった。第二次世界大戦終結時のポツダム宣言の受諾に伴い、1945年（昭和20年）9月30日に閉鎖機関に指定されて解散した。

## 概要
南洋拓殖（南拓）は、1935年（昭和10年）に拓務省が立案した『南洋群島開発十ヵ年計画』に基づいて翌年発令された南洋拓殖株式会社令により設立された国策会社であり、株式会社の形態をとった。本社は南洋群島のコロール島に、東京事務所が東京都麹町区丸の内1-8-1日本興業銀行ビル6階に置かれた。
『南洋群島開発十ヵ年計画』では、それまで南洋興発株式会社（南興）によって主導され、製糖業に偏っていた同地域の産業構造を見直した上で、外南洋（日本領以外の南洋地域）への経済発展、移民拓殖事業の推進、熱帯産業の実験地としての南洋群島の活用を掲げており、南拓はそれらの事業の担い手として期待され設立された。1936年（昭和11年）7月29日に東京市芝区三田功運町の拓務大臣官邸において南洋拓殖株式会社設立委員会が開催され、同年11月27日に設立された。資本金は2000万円（1939年現在）が用意され、最大の株主は南洋庁であった。商法においては「社債ノ総額ハ払込ミタル株金額ニ超ユルコトヲ得ス」という規定（1899年商法第200条、1938年商法第297条）があるが、南拓の社債発行の上限は同じ国策会社である台湾拓殖・樺太開発と同じ払込資本金の3倍であり、商法の規定を無視する特権を有していたが、これは北支那開発、中支那振興の5倍（後に10倍）、東洋拓殖、満洲拓殖の10倍（東洋拓殖は後に15倍）と比較すると少なかった。
先行した南洋興発はその業務の一部において国策を遂行したがあくまで民間企業であり、南拓は半官半民でありながら国営企業であったことが大きく異なっている。経営は拓務大臣（大東亜省設置以降は大東亜大臣）の管轄下に置かれ、社長は拓務大臣が任命したが、経営には海軍軍人、国会議員、東洋拓殖や南洋興発の関係者も加わっていた。
太平洋戦争終結後、連合国軍最高司令官総司令部（GHQ）により1945年（昭和20年）9月30日付で「外地ならびに外国銀行および特別戦時機関の閉鎖に関する覚書」における閉鎖機関に指定され、南拓は閉鎖機関保管人委員会の管理下に置かれて解散した。

## 業務
南拓は業務として「燐鉱探掘・事業海運・土地経営・拓殖移民・資金供給・定期預リ金」を掲げており、主たる事業としては拓殖事業の促進、南洋進出企業への資金供与、拓殖・移民事業への支援を通じての外南洋への進出促進が挙げられる。
移民事業においては南洋庁の指定する「植民区画地」及び自社事業への移民の導入、南方開拓地の農業指導者養成のため埼玉県北足立郡与野町（現・埼玉県さいたま市中央区）の「農民講道館」及びヤップ島の「南拓挺身隊道場」での教育及び実地訓練が挙げられ、拓殖事業においては南洋庁が経営していた燐鉱石・ボーキサイトの採鉱事業を継承し、 ファイス島（現・ミクロネシア連邦ヤップ州）、エボン島（現・マーシャル諸島共和国）、ソンソロール島・アンガウル島（現・パラオ共和国）、バナバ島（現・キリバス）での採鉱を行っていた。「資金供給・定期預リ金」に関する事業として金融事業をも行い、南洋群島唯一の日本銀行代理店としての機能を果たした。
また、現地においては農業・鉱工業・水産業・運輸業・新聞社への投資及び子会社の設立を行ったほか、外南洋の政治・経済調査も実施しており、この内容は『南洋拓殖（株）調査資料』にまとめられている。太平洋戦争開戦以降は南洋興発とともに軍の「特殊事業」（軍事施設建設等）への協力を要請され、またオランダ領東インド（セレベス島・メナド等）やニューブリテン島（ラバウル等）における軍からの受託業務が中心になっていった。

### 人物
- 深尾隆太郎 - 社長（1936年 - 1941年）。貴族院議員、男爵[6]。
- 大志摩孫四郎 - 社長（1944年6月まで）、朝鮮銀行支配人、東洋拓殖理事。
- 下田文一 - 社長（1944年6月から解散まで）、三井物産出身。
- 長谷川清 - 南洋拓殖株式会社設立委員。海軍軍人[7][3]。
- 豊田副武 - 南洋拓殖株式会社設立委員。海軍軍人[7]。
- 北岡春雄 - 理事。
- 杉田芳郎 - 理事。
- 田中東 - 理事。
- 島田昌勢 - 理事・管理部長。
- 大谷登 - 参与理事。日本郵船社長、大日本航空初代会長。
- 松江春次 - 参与理事、南洋興発株式会社初代社長。
- 船田一雄 - 参与理事、 三菱商事会長。
- 下村正助 - 専務理事、海軍軍人。
- 槇有恒 - 役員を務めた。登山家。
- 池田良介 - アンガウル島鉱業所長、ファイス島鉱業所長。子会社である印度支那燐鉱開発社の副社長も務めた。

### その他
- 南洋興発
- 南洋貿易
- 日本真珠 - 株式の半分を南拓が所有。